# The Beach Boys (film)
The Beach Boys är en amerikansk biografisk musikdokumentärfilm som hade premiär den 24 maj 2024 på Disney+. Filmen är regisserad av Frank Marshall och Thom Zimny efter ett manus skrivet av Mark Monroe.

## Handling
Filmen följer det legendariska bandet The Beach Boys.

## Medverkande (i urval)
- Brian Wilson
- Mike Love
- Al Jardine
- David Marks
- Bruce Johnston
- Lindsey Buckingham
- Janelle Monáe
- Ryan Tedder
- Don Was